# 飾帶鷹䱵
飾帶鷹䱵（學名：Goniistius vittatus）又名飾帶唇指䱵、格氏䱵，為婢䱵科鷹䱵屬的物種之一，過去曾歸類於唇指䱵科唇指䱵屬及格氏䱵屬。

## 分布
本種分佈於太平洋，包括新喀里多尼亞、豪勳爵島、克马德克群岛及夏威夷群岛，棲息於水深介於1—66（3—217英尺）的遠洋帶礁群地帶，活動深度一般不淺於18（59英尺），為底棲的溫帶魚類。

## 形態
本魚成魚體長的最高記錄達41.0（16.1英寸）。

## 生態
本魚為少數生活於遠洋帶礁區的䱵類，主要以各種小型無脊椎動物為食，如蟹、蝦等甲殼類、多毛綱、軟體動物、心海膽及有孔蟲類等等。

## 利用
本魚為水族箱常見的觀賞性經濟魚種。

## 保護狀態
國際自然保護聯盟瀕危物種紅色名錄目前未評估本魚的保護狀態。